# 1916 en Grèce
Chronologie de la Grèce
- 1912
- 1913
- 1914
- 1915
- 1916
- 1917
- 1918
- 1919
- 1920

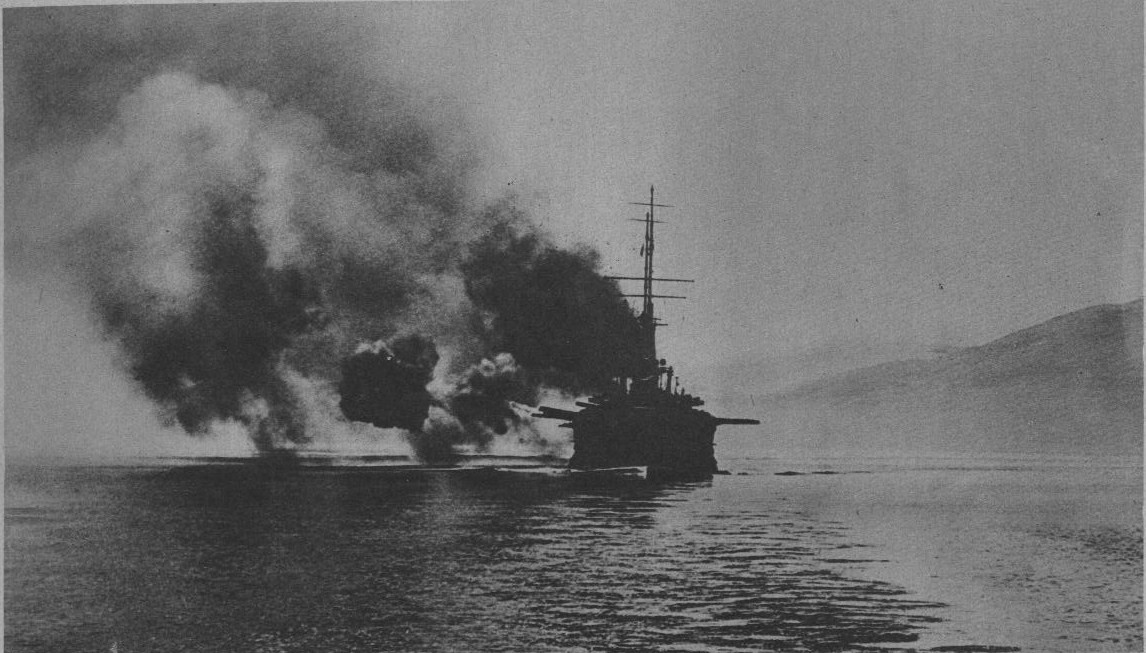
Le cuirassé français Mirabeau bombarde Athènes (décembre 1916).

Cette page concerne les évènements survenus en 1916 en Grèce  :

## Événements
- Participation de la Grèce dans la Première Guerre mondiale (1915/1916 - 1918)
- Schisme national
- septembre : Gouvernement de défense nationale
- 15-27 septembre : Internement du IVe Corps grec à Görlitz (en)
- 21 novembre : naufrage du Britannic au large de l'île de Kéa
- décembre : Vêpres grecques

## Sortie de film
- La Poupée de cire

## Création
- Création de la Division Serres et des 1er, 2e et 3e régiments de Serres (en).
- Création de la Division Archipelago et des 4e, 5e et 6e régiments Archipelago (en).
- Eléftheros Týpos, quotidien.
- Médaille du mérite militaire (en)
- Rizospastis, quotidien.

## Naissance
- Bouéna Sarfatí, résistante, poétesse et couturière.
- Déspo Diamantídou, actrice.
- Kóstas Grammatópoulos, peintre et graveur.
- Marínos Mitraléxis, pilote de chasse.
- Yiánnis Móralis, peintre.
- Yórgos Tzavéllas, réalisateur.
- Kleánthis Vikelídis, footballeur.

## Décès
- Chrístos Dogiámas (el), militaire.
- Ioánnis Doúkas (el), peintre.
- Catherine Lascaridou, enseignante.
- Kyriakoúlis Mavromichális, Premier ministre.
- Emmanouíl Manousogiannákis (el), général.
- Geórgios Papavasilíou (el), archéologue.
- Sofía Tavouláris (el), actrice.
- Geórgios Theotókis, Premier ministre.